# هستيريا — ذا ديف ليبارد ستوري

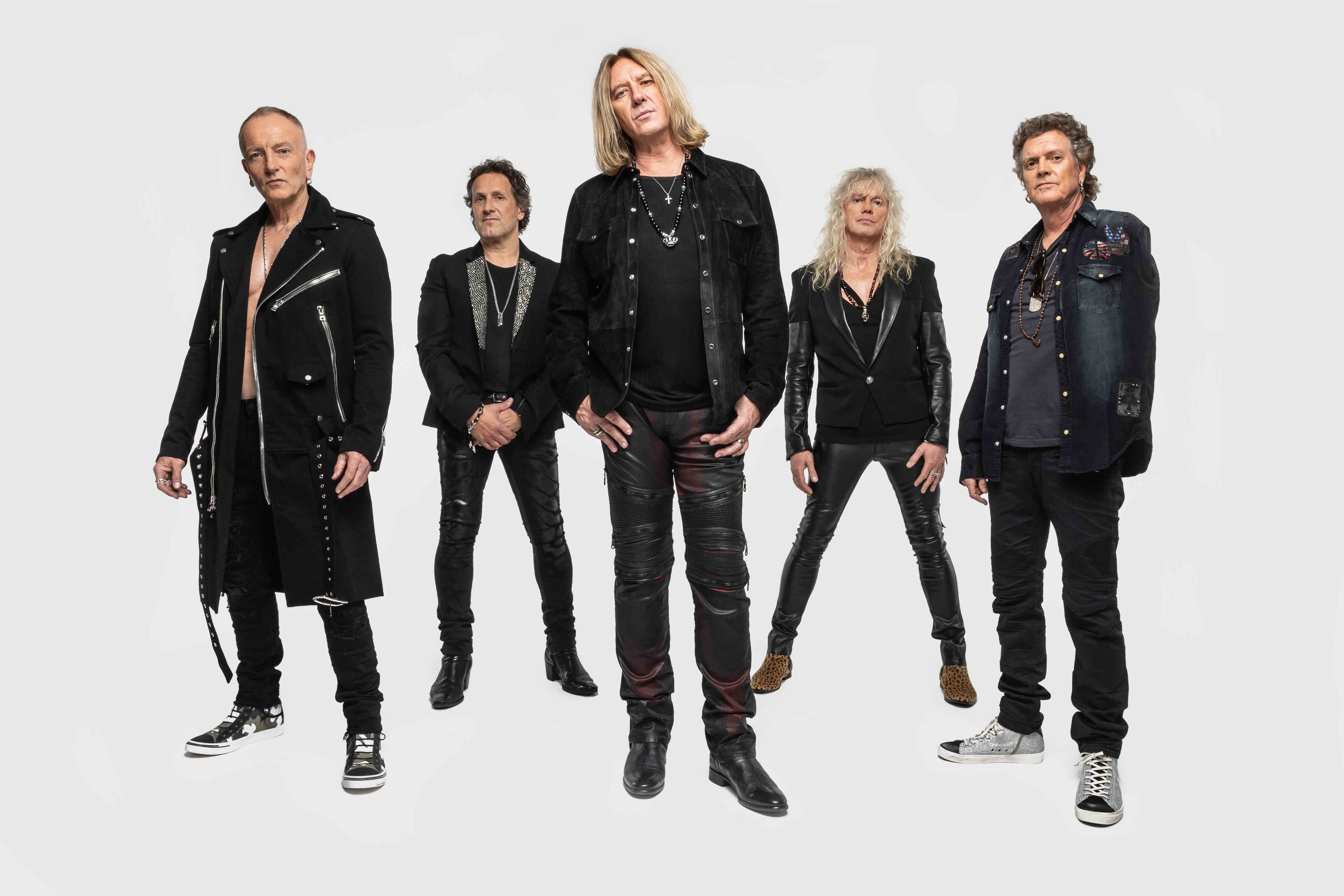

هستيريا — ذا ديف ليبارد ستوري (بالإنجليزية: Hysteria – The Def Leppard Story)‏، هو فيلم تلفزيوني في عام 2001 عن فرقة الهارد روك/هيفي ميتال البريطانية ديف ليبارد. كان العرض الأول للفيلم في 18 يوليو 2001 وهو موجود على الدي في دي في الولايات المتحدة.

## حبكة
يتمحور الفيلم حول البدايات المتواضعة للفرقة، وصعودها للشهرة، ومعاناة بيت ويليس مع الشرب وانتهاء أمره بالطرد، وحادث سير عازف الطبول ريك ألين، وصراع ستيف كلارك مع إدمان الكحول، وكذلك صناعة أكبر ألبومات الفرقة نجاحاً حتى اليوم، هستيريا.
القصة لا تمثل واقع الحادث. ريك وميريام لم يتعاطيا أية مخدرات قبل حدوثه. كانا يقودان السيارة في يوم مشمس مباشرة بعد وجبة الإفطار، وكان ريك يري حبيبته ميريام الطبيعة في أرجاء شفيلد.
من بين الأخطاء التأريخية الأخرى الموجودة في الفيلم:
- ظهر أعضاء الفرقة وهم يعملون على الأغنية «بور سام شغر أون مي» قبل عودة مات لانج كمنتج (في الحقيقة، كانت الأغنية هي الأخيرة المسجلة لـهستيريا خلال أسبوعين).
- قيام ريك ألين أثناء اختبار الأداء وعزفه أثناء تسجيل الاسطوانة المطولة «غيتشا روكس أوف» (ألين لم ينضم للفرقة إلى ما بعد تسجيل الاسطوانة مع فرانك نون عازفاً للطبول).
- اكتشاف فيل كولين من قِبل الفرقة أثناء عرض كانت تقوم به فرقته (كانت له صداقة مع أعضاء ديف ليبارد عندما طلبوا منه الانضمام).
- طرد بيت ويليس بسبب شربه أثناء عرض للفرقة (بالرغم من أن طرده كان بسبب إدمانه للكحول، إلا أنه طرد أثناء جلسات تسجيل الألبوم بايرومانيا).

## طاقم التمثيل
- أورلاندو سيل - جو إليوت
- تات والي - ريك ألين
- كارل غيري - ستيف كلارك
- آدم ماكدونالد - ريك سافج
- إيستيبان باويل - فيل كولين
- نيك باغنال - بيت ويليس
- أنتوني مايكل هال - مات لانج
- دين مكديرموت - بيتر مينش
- أمبير فاليتا - لوريلاي شيليست
- بريت واتسون - توني كيننغ
- بريسيلا موزاكيوتيس - ميريام باريندسن

## موسيقى تصويرية
أغاني ديف ليبارد المذكورة عرضت في الفيلم. تتضمن بعض الأغاني غناء رئيسياً أو عزف طبول حديثي الإضافة (مسجلة بموسيقيي جلسات)، بالأخص خلال مشاهد استوديو التسجيل. يحتوي الفيلم أيضاً على نسخة معاد تسجيلها بالكامل من أغنية ديف ليبارد «غيتشا روكس أوف»، والتي سجلت بدون أية مشاركة من أحد أعضاء ديف ليبارد.
- «روك أوف إيجز»
- "غيتشا روكس أوف
- «رايد إنتو ذا سان»
- «هيلو أميريكا»
- «برينغين أون ذا هارتبريك»
- «فوتوغراف»
- «بور سام شغر أون مي»
- «تو ستيبس بيهايند»

## وصلات خارجية
- هستيريا — ذا ديف ليبارد ستوري على موقع IMDb (الإنجليزية)
- هستيريا — ذا ديف ليبارد ستوري على موقع قاعدة بيانات الفيلم (الإنجليزية)
- هستيريا — ذا ديف ليبارد ستوري على موقع ليتربوكسد (الإنجليزية)
- هستيريا — ذا ديف ليبارد ستوري على موقع كينوبويسك (الروسية)